# 阿雷基帕大区
阿雷基帕大區（西班牙語：Departamento de Arequipa）是秘魯南部的一個大區。它北鄰伊卡、阿亞庫喬、阿普里馬克和庫斯科大區，東鄰普諾大區接壤，南鄰莫克瓜大區，西臨太平洋。首府阿雷基帕，是全國第二大城市。

## 地理
大區地勢崎嶇，特徵是厚厚的火山熔岩層覆蓋了安第斯山脈之間的大部分地區。它擁有很深的峽谷，例如由奧科尼亞河和馬耶斯河形成的峽谷。高原的高度範圍從中等（如La Joya）到高海拔，如Arrieros Pampa以及位於Chivay、Huambo和Pichucolla地區的高原。火山錐，例如埃爾米斯蒂火山、查查尼峰、安帕托峰、密斯米雪山、索利馬納火山和科羅普納峰，出現在高原上方並吸引降雪。與這些高度相比，這裡有深峽谷，包括馬耶斯（Majes）、科爾卡（Colca）、錫瓦斯（Sihuas）和奧科尼亞（Ocoña），可以清楚地觀察到該地區重要的生態演變。
沿著海岸，小小的高原和沙丘代表了阿雷基帕沙漠的特徵，例如位於馬傑斯、西瓦斯和拉喬亞平原的那些。這些地區特別美麗和發達。
從水文角度來看，流經其領土的河流主要屬於太平洋分水嶺。一些河流屬於亞馬遜水文系統。大區的一些主要河流是：奧科尼亞（Ocoña），尤卡（Yauca），卡馬納（Camaná）和基爾卡（Quilca）。亞馬遜河的發源地就是在阿雷基帕大區。

## 行政區劃
阿雷基帕大區分為8個省（provincias，單數：provincia），共有109個區（distritos，單數：distrito）。下轄省份（首府在括號內）如下：
1. 阿雷基帕省（阿雷基帕）
2. 卡馬納省（卡馬納）
3. 卡拉韋利省（卡拉韋利）
4. 卡斯蒂利亞省（阿普勞）
5. 卡伊尤馬省（奇瓦伊）
6. 康德蘇約斯省（丘基班巴）
7. 伊斯萊省（莫延多）
8. 拉烏尼翁省（科塔瓦西）

## 人口

### 語言
根據2007年秘魯人口普查，大多數居民最先學習的語言是西班牙語（83.17%），其次是原住民語言克丘亞語（14.78%）。阿雷基帕大區所用的克丘亞語變體是庫斯科-科勞克丘亞語。
以下表格顯示阿雷基帕大區各省最先學習語言的數據：
| 省           | 克丘亞語 | 艾馬拉語 | Asháninka語言 | 其他原住民語言 | 西班牙語 | 外語  | 聾啞 | 總數      |
| ------------ | -------- | -------- | ------------- | -------------- | -------- | ----- | ---- | --------- |
| 阿雷基帕省   | 101,631  | 13,464   | 136           | 1,054          | 705,179  | 1,151 | 533  | 823,148   |
| 卡馬納省     | 6,677    | 1,292    | 8             | 10             | 42,197   | 5     | 32   | 50,221    |
| 卡拉韋利省   | 4,912    | 362      | 5             | 4              | 28,565   | 32    | 30   | 33,910    |
| 卡斯蒂利亞省 | 6,700    | 545      | 6             | 31             | 28,840   | 7     | 49   | 36,178    |
| 卡伊尤馬省   | 23,281   | 1,142    | 10            | 109            | 44,656   | 21    | 51   | 69,270    |
| 康德蘇約斯省 | 4,734    | 79       | 3             | 8              | 13,107   | -     | 18   | 17,949    |
| 伊斯萊省     | 5,280    | 1,614    | 9             | 110            | 42,427   | 362   | 46   | 49,848    |
| 拉烏尼翁省   | 8,676    | 40       | 4             | 31             | 5,873    | 11    | 25   | 14,660    |
| 總數         | 161,891  | 18,538   | 181           | 1,357          | 910,844  | 1,589 | 784  | 1,095,184 |
| %            | 14.78    | 1.69     | 0.02          | 0.12           | 83.17    | 0.15  | 0.07 | 100.00    |

## 旅遊熱點
阿雷基帕大區有很多景點。三個沿海省份卡拉韋利省、卡馬納省和伊斯萊省都有受歡迎的海灘。沿岸還可以找到很多港口，其中最重要的兩個港口是莫延多和馬塔拉尼（Matarani），都位於伊斯萊省。
科爾卡峽谷（Cañon del Colca）比美國大峽谷深兩倍，位於卡伊尤馬省。科塔瓦西峽谷（Cañón de Cotahuasi）位於拉烏尼翁省。科爾卡山谷提供了雄偉的安第斯神鷲在自然棲息地翺翔的華麗特寫場景。3,535（11,598英尺）深的科塔瓦西峽谷，被認為是世界上最深的峽谷。這兩個峽谷都提供了壯麗的風景和村莊，就像尚未受到現代世界的影響那樣。
在卡斯蒂利亞省科雷爾附近，Muerto岩画（Toro Muerto）（西班牙語為“死牛”）是一個擁有3,000多個古老岩刻的地方，其歷史可追溯到公元500年-1000年的古代瓦里文明，當時該文明在大區的大部分地區都占主導地位。在更北面靠近安達瓜斯有火山之谷。近100個大小各異的火山錐主導著熔岩硬化的景觀。